# Mediaite
Mediaite è un blog di notizie ed opinioni, che si occupa di politica ed intrattenimento. Si tratta del principale blog della Abrams Media, un gruppo di siti internet gestiti da Dan Abrams, analista della NBC, e di cui fanno parte anche Gossip Cop, Geekosystem, Styleite e Sports Grid. Descritto da Abrams come "per i media, sui media e parte dei media", il blog ospita articoli pubblicati quotidianamente, un'ampia libreria video, ed il "Power Grid" che stila una classifica dei personaggi dalla maggiore influenza mediatica.
Abrams ha lanciato il sito nel luglio 2009 ed attualmente è editore del sito, mentre caporedattore del sito è Colby Hall. Tra gli altri editori Rachel Sklar, Glynnis MacNicol, e Steve Krakauer. In un'intervista con The Washington Post, Hall ha descritto il sito come "Huffington Post che incontra Gawker."
Secondo Technorati, TMZ.com è il nono blog più popolare al mondo.